# Maximiliano Moralez
Maximiliano Nicolás "Maxi" Moralez (Granadero Baigorria, 27 februari 1987) is een Argentijns voetballer die doorgaans speelt als middenvelder. In augustus 2023 verruilde hij Racing Club voor New York City. Moralez maakte in 2011 zijn debuut in het Argentijns voetbalelftal.

## Clubcarrière
Moralez speelde in de jeugdopleiding van Racing Club en brak dan ook door bij die club. Op 2 oktober 2005 debuteerde de middenvelder voor Racing Club, toen er in eigen huis met 0–1 verloren werd van Rosario Central. In 2007 werd hij overgenomen door FK Moskou, dat hem na een half jaar alweer terugverhuurde aan Racing Club. Hij behield de club in het seizoen 2007/08 voor degradatie, door in de beslissende degradatieplay-off tegen Belgrano de winnende treffer te maken. Aan het begin van 2009 werd Moralez overgenomen door Vélez Sarsfield. Tijdens zijn eerste seizoen bij die club wist Vélez zich tot kampioen van de Primera División te kronen. Moralez hielp aan dit succes mee; de aanvallende middenvelder kwam tot vijf doelpunten uit veertien wedstrijden. Tegen Huracán maakte de aanvallende middenvelder de winnende treffer in een duel dat uiteindelijk de beslissende was in de titelstrijd.
Op 5 maart 2011 verlengde Moralez zijn verbintenis bij Vélez tot juni 2013. In 2011 won hij de Clausura met de club, toe hij in vijftien wedstrijden viermaal tot scoren wist te komen. Op 27 juli 2011 werd bekendgemaakt dat het net naar de Serie A gepromoveerde Atalanta Bergamo Moralez overnam. Vierenhalf jaar speelde de Argentijn met Atalanta in die competitie. In december 2015 werd hij verkocht aan Club León, waar hij zijn handtekening zette onder een verbintenis voor de duur van tweeënhalf jaar. Een jaar na zijn komst naar León verkaste de middenvelder naar New York City. In januari 2023 keerde Moralez terug bij de club waar hij ooit begonnen was, Racing Club. Een half seizoen later haalde New York City hem weer transfervrij terug naar de Verenigde Staten.

## Clubstatistieken
| Seizoen | Club             | Competitie          | Competitie | Competitie | Beker | Beker | Internationaal | Internationaal | Totaal | Totaal |
| Seizoen | Club             | Competitie          | Wed.       | Dlp.       | Wed.  | Dlp.  | Wed.           | Dlp.           | Wed.   | Dlp.   |
| ------- | ---------------- | ------------------- | ---------- | ---------- | ----- | ----- | -------------- | -------------- | ------ | ------ |
| 2005/06 | Racing Club      | Primera División    | 15         | 1          | 0     | 0     | —              | —              | 15     | 1      |
| 2006/07 | Racing Club      | Primera División    | 33         | 7          | 0     | 0     | —              | —              | 33     | 7      |
| 2007/08 | → FK Moskou      | Premjer-Liga        | 6          | 0          | 0     | 0     | —              | —              | 6      | 0      |
| 2007/08 | Racing Club      | Primera División    | 18         | 2          | 0     | 0     | —              | —              | 18     | 5      |
| 2008/09 | Racing Club      | Primera División    | 18         | 5          | 0     | 0     | —              | —              | 18     | 5      |
| 2008/09 | Vélez Sarsfield  | Primera División    | 14         | 5          | 0     | 0     | —              | —              | 14     | 5      |
| 2009/10 | Vélez Sarsfield  | Primera División    | 26         | 7          | 0     | 0     | 15             | 0              | 41     | 7      |
| 2010/11 | Vélez Sarsfield  | Primera División    | 32         | 8          | 0     | 0     | 11             | 5              | 43     | 13     |
| 2011/12 | Atalanta Bergamo | Serie A             | 34         | 6          | 1     | 1     | —              | —              | 35     | 7      |
| 2012/13 | Atalanta Bergamo | Serie A             | 29         | 1          | 2     | 0     | —              | —              | 31     | 1      |
| 2013/14 | Atalanta Bergamo | Serie A             | 32         | 5          | 1     | 0     | —              | —              | 33     | 5      |
| 2014/15 | Atalanta Bergamo | Serie A             | 30         | 5          | 1     | 0     | —              | —              | 31     | 5      |
| 2015/16 | Atalanta Bergamo | Serie A             | 17         | 1          | 1     | 1     | —              | —              | 18     | 2      |
| 2015/16 | Club León        | Primera División    | 18         | 4          | 2     | 1     | —              | —              | 20     | 5      |
| 2016/17 | Club León        | Primera División    | 16         | 2          | 5     | 0     | —              | —              | 21     | 2      |
| 2017    | New York City    | Major League Soccer | 31         | 5          | 1     | 0     | —              | —              | 32     | 5      |
| 2018    | New York City    | Major League Soccer | 35         | 9          | 0     | 0     | —              | —              | 35     | 9      |
| 2019    | New York City    | Major League Soccer | 30         | 7          | 3     | 1     | —              | —              | 33     | 8      |
| 2020    | New York City    | Major League Soccer | 16         | 2          | 0     | 0     | 5              | 0              | 21     | 2      |
| 2021    | New York City    | Major League Soccer | 34         | 4          | 0     | 0     | 1              | 0              | 35     | 4      |
| 2022    | New York City    | Major League Soccer | 32         | 5          | 2     | 0     | 5              | 2              | 39     | 7      |
| 2023    | Racing Club      | Primera División    | 17         | 1          | 3     | 0     | 3              | 0              | 23     | 1      |
| 2023    | New York City    | Major League Soccer | 4          | 0          | 0     | 0     | —              | —              | 0      | 0      |
| 2024    | New York City    | Major League Soccer | 21         | 1          | 0     | 0     | 5              | 1              | 26     | 2      |
| Totaal  | Totaal           | Totaal              | 558        | 93         | 22    | 4     | 45             | 8              | 625    | 105    |

Bijgewerkt op 16 januari 2025.

## Interlandcarrière
Moralez speelde in 2007 met het Argentijns voetbalelftal onder 20 op het WK –20 in 2007. Op het toernooi vormde hij een aanval met Sergio Agüero en Mauro Zárate. Met zijn team werd de aanvallende middenvelder kampioen en Moralez won de bronzen schoen en de zilveren bal. Op 16 maart 2011 debuteerde hij voor het Argentijns voetbalelftal. Op die dag werd een vriendschappelijke wedstrijd tegen Venezuela met 4–1 gewonnen. De middenvelder mocht van bondscoach Sergio Batista in de basis beginnen en speelde het volledige duel mee.
| Interlands van Maximiliano Moralez voor Argentinië | Interlands van Maximiliano Moralez voor Argentinië | Interlands van Maximiliano Moralez voor Argentinië | Interlands van Maximiliano Moralez voor Argentinië | Interlands van Maximiliano Moralez voor Argentinië | Interlands van Maximiliano Moralez voor Argentinië | Interlands van Maximiliano Moralez voor Argentinië |
| №                                                  | Datum                                              | Wedstrijd                                          | Uitslag                                            | Competitie                                         | Goals                                              |                                                    |
| Als speler bij Vélez Sarsfield                     | Als speler bij Vélez Sarsfield                     | Als speler bij Vélez Sarsfield                     | Als speler bij Vélez Sarsfield                     | Als speler bij Vélez Sarsfield                     | Als speler bij Vélez Sarsfield                     | Als speler bij Vélez Sarsfield                     |
| -------------------------------------------------- | -------------------------------------------------- | -------------------------------------------------- | -------------------------------------------------- | -------------------------------------------------- | -------------------------------------------------- | -------------------------------------------------- |
| 1                                                  | 16 maart 2011                                      | Argentinië – Venezuela                             | 4 – 1                                              | Vriendschappelijk                                  |                                                    |                                                    |

## Erelijst
| Competitie                  |                 |                 |                 |                 |
| Competitie                  | Aantal          | Jaren           |                 |                 |
| Vélez Sársfield             | Vélez Sársfield | Vélez Sársfield | Vélez Sársfield | Vélez Sársfield |
| --------------------------- | --------------- | --------------- | --------------- | --------------- |
| Primera División (Clausura) | 2               | 2009, 2011      |                 |                 |
| New York City               |                 |                 |                 |                 |
| MLS Cup                     | 1               | 2021            |                 |                 |
| Campeones Cup               | 1               | 2022            |                 |                 |
| Argentinië –20              |                 |                 |                 |                 |
| FIFA WK onder 20            | 1               | 2007            |                 |                 |